# Dazanré
Dazanré är en ort i Burkina Faso.   Den ligger i regionen Plateau-Central, i den centrala delen av landet, 90 km öster om huvudstaden Ouagadougou. Dazanré ligger 292 meter över havet och antalet invånare är 783.
Terrängen runt Dazanré är platt. Närmaste större samhälle är Mogtédo, 14,5 km sydväst om Dazanré.
Omgivningarna runt Dazanré är en mosaik av jordbruksmark och naturlig växtlighet. Runt Dazanré är det ganska tätbefolkat, med 100 invånare per kvadratkilometer.